# Johann Friedrich Endersch

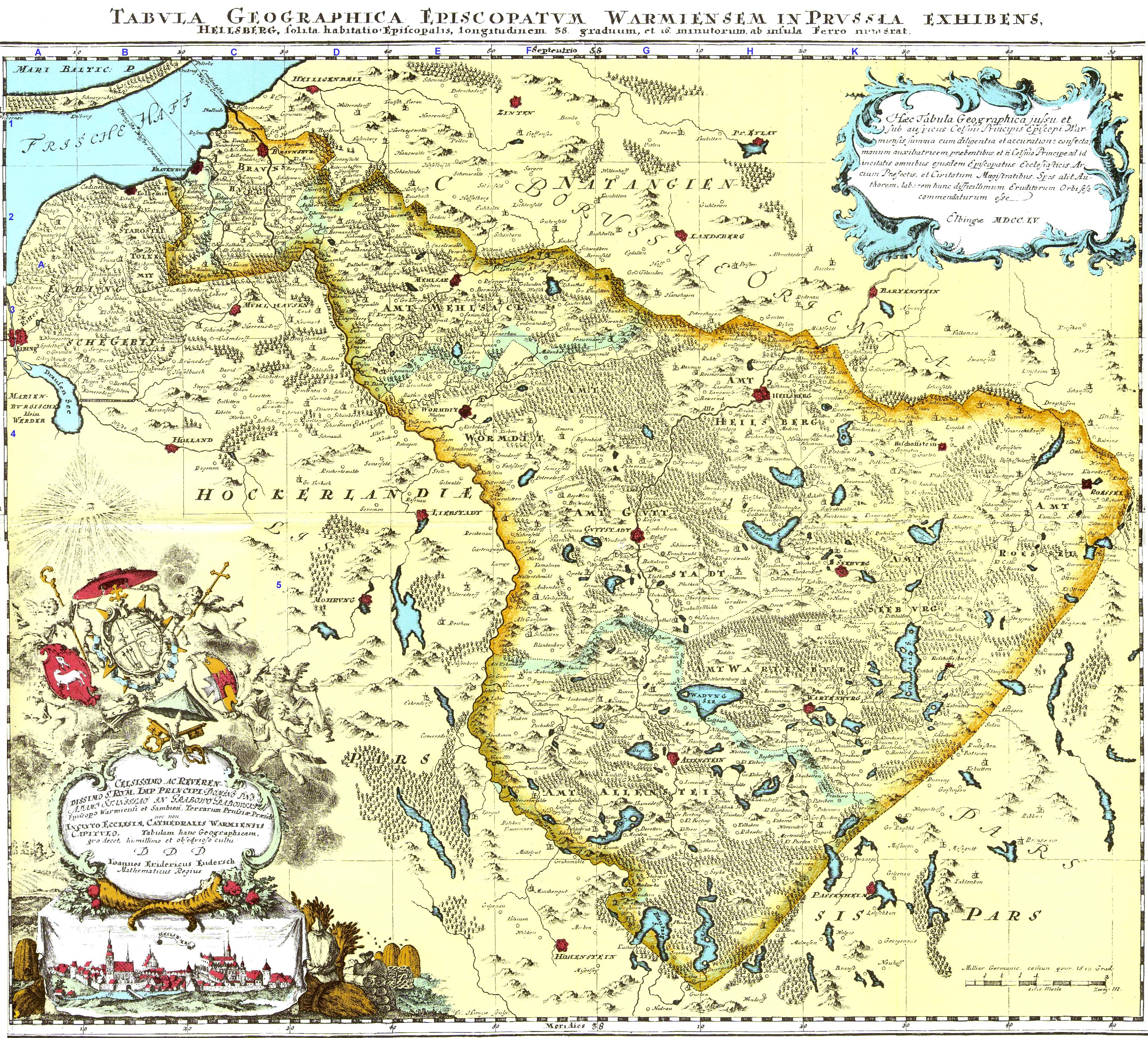
Enderschs Karte von 1755

Johann Friedrich Endersch (* 25. Oktober 1705 in Dörnfeld an der Heide, Thüringen; † 28. März 1769) war ein kaiserlicher Kartograf.

## Leben
Endersch lebte in Elbing und fertigte im Jahre 1755 eine Landkarte von Ermland (lateinisch Warmia) mit Widmung für Fürstbischof Adam Stanislaus Grabowski an. Der Titel der Landkarte ist Tabula Geographica Episcopatum Warmiensem In Prussia Exhibens. Auf dieser Karte sind alle Städte und Orte des preußischen Fürstbistums Ermland aufgeführt. Das östliche Preußen ist als Borussiae Orientalis Pars bezeichnet. Die Karte wurde für den Kaiser des Heiligen Römischen Reichs hergestellt.
Endersch fertigte ebenfalls einen Kupferstich einer Galiot an, die in seiner Heimatstadt Elbing im Jahre 1738 gebaut wurde. Das Schiff wurde D. Stadt Elbing genannt.